# Rio Barão do Melgaço
O rio Barão de Melgaço é um rio brasileiro, que banha a cidade de Pimenta Bueno, no estado de Rondônia. É utilizado para pesca, lazer, turismo e irrigação de plantas.